# Illustrazione botanica

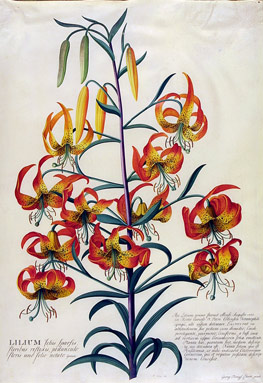
Lilium superbum, illustrazione di Georg Dionysius Ehret (1708-1770), acquerello e guazzo su pergamena, databile attorno al 1750-3, V&A Museum no. D.589-1886

Le illustrazioni botaniche o tavole botaniche sono delle illustrazioni, spesso realizzate ad acquerello, che rappresentano forma, colore e dettagli delle specie vegetali. Illustrano ed accompagnano la descrizione botanica in libri, riviste e altre pubblicazioni. La realizzazione di illustrazioni botaniche richiede la comprensione dell'anatomia vegetale, l'accesso agli esemplari e alla documentazione relativi, e, spesso, la consulenza di un autore scientifico.

## Storia
I primi erbari e farmacopee di molte culture includevano già le rappresentazioni delle piante. Questo serviva ad aiutare nell'identificazione delle specie, solitamente aventi uno scopo medicinale. La prima raccolta di illustrazioni botaniche conservatasi sino ad oggi è il Codex Aniciae Julianae. È la copia illustrata più antica e più pregiata del De materia medica del medico greco Dioscoride Pedanio. Un'accurata descrizione delle piante tra differenti regioni e lingue, prima dell'introduzione della tassonomia, era importante per la potenziale pericolosità per le preparazioni di medicinali. La scarsa qualità di stampa dei primi lavori poteva rendere difficoltoso il riconoscimento delle specie illustrate.
Quando si iniziò a pubblicare i primi sistemi di nomenclature botaniche, la necessità di un disegno o di una pittura divenne meno sentita. Comunque, fu proprio in questo periodo che iniziò ad emergere la professione di illustratore botanico. Nel XVIII secolo si ebbe qualche miglioramento delle tecniche di stampa, e le illustrazioni iniziarono ad essere più accurate nei colori e nei dettagli. Il crescente interesse di botanici amatoriali, giardinieri e naturalisti fu alla base di un nuovo mercato di pubblicazioni botaniche; le illustrazioni incrementavano l'attrattiva e l'accessibilità ai lettori non specializzati.
Le guide escursionistiche, della flora, cataloghi e riviste prodotte sin da quei tempi continuarono ad includere illustrazioni. Lo sviluppo delle lastre fotografiche non rese obsolete le illustrazioni, nonostante i miglioramenti nella riproduzione di fotografie su materiali stampati. Un illustratore botanico è abile a creare un compromesso tra accuratezza, un'immagine idealizzata dei diversi esemplari, e la rappresentazione di ambedue i lati del soggetto come nel caso delle foglie. Possono essere inoltre forniti maggiori dettagli in scala sulle sezioni ed includerle attorno all'immagine principale.